# Kanton Chaussin
Kanton Chaussin (francouzsky Canton de Chaussin) je francouzský kanton v departementu Jura v regionu Franche-Comté. Tvoří ho 17 obcí.

## Obce kantonu
- Asnans-Beauvoisin
- Balaiseaux
- Bretenières
- Chaînée-des-Coupis
- Chaussin
- Chêne-Bernard
- Le Deschaux
- Les Essards-Taignevaux
- Les Hays
- Gatey
- Neublans-Abergement
- Pleure
- Rahon
- Saint-Baraing
- Séligney
- Tassenières
- Villers-Robert